# Saiunkoku Monogatari
Saiunkoku Monogatari (jap. 彩雲国物語, dt. „Die Geschichte des Landes Saiun“) ist eine Light-Novel-Reihe der japanischen Autorin Sai Yukino mit Illustrationen von Kairi Yura. Sie erschien in Japan von 2003 bis 2011 und wurde als Manga und Anime adaptiert, letzterer entstand bei Animationsstudio Madhouse und wurde in Japan ab 2006 auf NHK ausgestrahlt. Die Geschichte, einzuordnen in die Genre Drama, Fantasy und Romantik, spielt in einer fiktiven Welt, die starke Ähnlichkeiten mit dem mittelalterlichen China hat. International wurde die Serie unter anderem als The Story of Saiunkoku bekannt.

## Geschichte von Saiunkoku
Nach der Legende herrschten in Saiunkoku lange Dämonen, die die Menschen terrorisierten. Doch dann gelang es dem Krieger So Gen, zusammen mit den acht „Heiligen der Farben“, die Dämonen zu vertreiben. Doch nach dem Tod von So Gen, der zum ersten Kaiser des vereinigten Landes gekrönt worden war, verschwanden die Heiligen. Nach diesen acht Heiligen, die die Namen von Farben trugen, wurden dann die acht Provinzen von Saiunkoku benannt, genauso wie die acht mächtigsten Klans, die in ihrer jeweiligen Provinz herrschen.
- Shi (jap. purpur) – Der Klan der Kaiserfamilie und damit der mächtigste in Saiunkoku
- Ran (jap. blau) – Fast genauso einflussreich wie der Kaiserklan, zieht aber eher im Dunkeln die Fäden. Außerdem sind alle Mitglieder des Klans netterweise sofort an ihren langen blauen Haaren zu erkennen.
- Kō (jap. rot) – Dem Ran Klan fast ebenbürtig, beide gelten als die absolute Elite im Land
- Heki (jap. Grün)
- Kō (jap. gelb) – Wird zwar genauso wie das Kanji für „rot“ gesprochen, wird dennoch anders geschrieben und heißt „gelb“
- Haku (jap. weiß)
- Koku (jap. schwarz)
- Sa (jap. braun) – Gilt als der niedrigste Klan der acht, spielt im Lauf der Geschichte aber eine wichtige Rolle

## Handlung

### 1. Staffel
Die Hauptfigur der Geschichte, Shūrei Kō, ist Mitglied des mächtigen Kō-Klans. Ihr Vater und sie sind allerdings, seit dem Tod ihrer Mutter, verarmt (Ihre Diener verschwanden mit dem größten Teil ihres Vermögens), daher unterrichtet Shūrei als Lehrerin und spielt auf Veranstaltungen die Ehru (jap. Niko). Ihr Vater ist Bibliothekar im Palast des Kaisers, eine durchaus geachtete, aber keineswegs gut bezahlte Stellung. Der einzige Diener, der ihnen geblieben ist, ist Shi Seiran, ein junger Mann, den Shūreis Vater als Junge aufgelesen und bei sich aufgenommen hat. Sein einziger Lebensinhalt scheint das Wohlergehen von Shūrei und ihrem Vater zu sein.
Dann wird ihr aber von Seiten der drei Berater des Kaisers ein ausgesprochen gut bezahltes Angebot gemacht: Sie soll in den Harem des neugekrönten Kaisers einziehen und ihn zur Vernunft bringen, da er seit seiner Krönung keinerlei Interesse an Politik oder seinem Land gezeigt hat und von den meisten für einen Idiot gehalten wird. Obendrein gilt er auch noch als schwul, womit es also für Shūrei kein Problem ist, das Angebot anzunehmen. Im Palast angekommen stellt sich jedoch bald heraus, dass der Kaiser (Ryūki) alles andere als dumm ist, sondern mit seinem Verhalten nur bewirken möchte, dass seine Berater nach seinem Bruder Seien suchen. Seien war 13 Jahre zuvor aufgrund eines Komplotts ins Exil geschickt worden. Ryūki wurde als Jüngster von 5 Brüdern von allen außer Seien gehasst und misshandelt. Als sein Vater erkrankte, brach ein Streit über den Thron aus. Drei seiner Brüder wurden getötet, nur Ryūki überlebte, während der Verbleib Seiens ungeklärt blieb.
Durch Shūreis positiven Einfluss beginnt Ryūki seine Aufgabe ernst zu nehmen. Darüber hinaus verliebt er sich in Shūrei und würde sie auch gerne sofort heiraten, doch sie möchte nicht, da sie immer von einer Beamtenlaufbahn im Dienste des Kaisers geträumt hat. Der Prüfungstest ist allerdings nicht für Frauen zugelassen, was Ryūki aber für sie ändern lässt. Sie schneidet als drittbeste ab und wird mit To Eigetsu, dem Besten der Prüfung, als Gouverneure in die Provinz Sa entsandt, die kurz vor einem Bürgerkrieg steht. Auf dem Weg dorthin wird sie jedoch von ihren Begleitern getrennt und reist stattdessen mit einem Händler in die Hauptstadt der Provinz. Er macht auf dem Weg eindeutige Andeutungen, dass er sie mag, Shūrei weist ihn jedoch ab. In der Hauptstadt angekommen, stellt sich heraus, dass er in Wirklichkeit der zweite Sohn des Sa-Klans, Sa Sakujun ist, der für die Unruhen im Land verantwortlich ist. Nach dem Tod des Klanoberhaupts schwelt zurzeit ein Konflikt über die Nachfolge, und da geplant ist, dass Shūrei mit dem neuen Oberhaupt verheiratet wird (ob sie will oder nicht) um dem Sa Klan die absolute Kontrolle über die Provinz zu sichern, tötet Sakujun seinen älteren Bruder um Shūrei heiraten zu können.
Er begeht Suizid, als er von Shūrei erneut zurückgewiesen wird und die Führung des Klans geht auf den dritten Bruder über, der die Verantwortung für die Verbrechen des Klans auf sich nehmen muss. Der Konflikt ist damit beendet, aber Shūrei muss sich vor Gericht verantworten, da sie, um die Menschen der Provinz zu schützen, mehrere Gesetze gebrochen hat und somit die Stellung als Gouverneurin verliert. Sie kehrt nach Hause zurück und die Staffel endet mit einem Treffen zwischen ihr und Ryūki, der ihr verspricht, auf sie zu warten, egal wie lange.

### 2. Staffel
Shūrei muss nach ihrer Entlassung als Gouverneur ganz unten wieder beginnen, das heißt: Toiletten putzen, Dokumente herumtragen und sich demütigen lassen. Denn sie trifft im Palast zum ersten Mal Menschen, die nichts von weiblichen Beamten halten und sie das auch deutlich spüren lassen. Doch durch ihren Ehrgeiz schafft sie es, sich langsam hochzuarbeiten und sich, durch einige, hauptsächlich durch sie aufgeklärte Intrigen, Respekt zu verschaffen. Dagegen sieht sich der Kaiser mit immer größerem Widerstand und Intrigen gegen sich konfrontiert, da er vielen der älteren Adligen als Kaiser zu jung und unerfahren ist. Und am Ende der Staffel beginnt auch der Ran Klan undurchsichtige Pläne zu verfolgen, so verlässt ihn auch Ran Shūei, einer seiner engsten Berater und Freunde, was ihm schwer zusetzt. Deshalb beschließt er, ihm zu folgen, um den Grund für den Bruch seines Vertrauensschwur zu erfahren. Gleichzeitig wird auch Shūrei in die Ran Provinz entsandt, um einer Intrige auf den Grund zu gehen.

## Charaktere
- Kō Shūrei (紅 秀麗): Hauptfigur der Geschichte, Nichte des Klanoberhauptes (Ihr Vater Shōka ist der ältere Bruder des Oberhauptes) Im Laufe der Geschichte trifft sie zahlreiche Männer, die sie alle sofort heiraten würden, wenn sie denn gewollt hätte (unter anderem Kaiser Shi Ryūki, Shi Seiran, Sa Sakujun). Ihr Traum ist es aber, als Beamtin den einfachen Leuten helfen zu können, da sie während des Krieges um den Thron dutzende Menschen vor den Toren ihres Hauses hat sterben sehen, ohne ihnen helfen zu können.
- Kō Shōka (紅 邵可): Vater von Shūrei und Bibliothekar im Palast des Kaisers. Er ist zu jedem freundlich und weiß auf alles einen guten Rat, ist aber im normalen Leben allein völlig hilflos (er ist nicht in der Lage, Tee zu kochen ohne die gesamte Küche dabei zu zerstören, was ihn nicht davon abhält, es immer wieder zu versuchen). Doch seine bewusst ungefährliche Art ist zum Teil auch eine Tarnung, er ist in Wirklichkeit nämlich der „schwarze Wolf“, ein Elitekiller, der dafür berüchtigt ist, zum Schutz des Kaisers jeden zu töten.
- Shi Seiran (茈 静蘭)/Seien (清苑): Zweitältester Sohn des letzten Kaisers. Wurde von seinen Brüdern ins Exil verbannt, weil sein Vater vorhatte, ihn zum Kaiser zu ernennen. Er floh mit seiner Mutter, die kurz darauf getötet wurde, und wurde von Sa Sakujun und seiner Räuberbande aufgegriffen und zum Killer gemacht. Ein Jahr später wurde er von Kō Shōka nach einem Kampf bewusstlos im Schnee gefunden und aufgenommen. Seitdem ist sein einziger Lebensinhalt, Shōka und vor allem Shūrei zu beschützen und alles zu tun, um zu verhindern, dass sie hinter seine dunkle Vergangenheit kommt. Auch sind Shōka und sein kleiner Bruder Ryūki die einzigen, die wissen, wer er wirklich ist.
- Shi Ryūki (紫 劉輝): Als jüngster Sohn des Kaisers wurde er von seinen Brüdern und Verwandten immer wie Dreck behandelt. Der einzige, der sich immer um ihn kümmerte, war sein großer Bruder Seien. Deshalb verhält er sich wie ein Trottel, da er will, dass sein Bruder gesucht wird. Als er Seiran, der Shūrei in den Palast begleitet, sieht, erkennt er ihn sofort und bittet ihn seitdem oft um Rat, besonders wenn es um ihn und Shūrei geht.

## Buch-Veröffentlichungen
Geschrieben von Sai Yukino und illustriert von Kairi Yura wurde die Light-Novel-Reihe The Story of Saiunkoku von 2003 bis 2011 in The Beans veröffentlicht. Die einzelnen Kapitel wurden von Kadokawa Shoten in Romanbänden gesammelt und herausgegeben, wobei der erste Band am 31. Oktober 2003 in Japan erschien. Im Juli 2011 erschien der 18. und letzte Band. Darüber hinaus erschienen fünf Sonderbände. Die Light Novels wurden in Taiwan von Taiwan International Kadokawa Bookstore und in Südkorea von Seoul Media Group veröffentlicht.
| Band | Originaltitel (Transkription)                         | Veröffentlichungsdatum | ISBN               |
| ---- | ----------------------------------------------------- | ---------------------- | ------------------ |
| 1    | はじまりの風は紅く (Hajimari no Kaze wa Akaku)        | 31. Oktober 2003       | ISBN 4-04-449901-2 |
| 2    | 黄金の約束 (Ōgon no Yakusoku)                         | 28. Februar 2004       | ISBN 4-04-449902-0 |
| 3    | 花は紫宮に咲く (Hana wa Murasaki Miya ni Saku)        | 31. Juli 2004          | ISBN 4-04-449903-9 |
| 4    | 想いは遙かなる茶都へ (Omoi wa Haruka naru Chato e)    | 30. September 2004     | ISBN 4-04-449904-7 |
| 5    | 漆黒の月の宴 (Shikkoku no Tsuki no Utage)             | 1. März 2005           | ISBN 4-04-449905-5 |
| 6    | 欠けゆく白銀の砂時計 (Kake yuku Hakugin no Sunadokei) | 30. Juli 2005          | ISBN 4-04-449907-1 |
| 7    | 心は藍よりも深く (Kokoro wa Ai Yori mo Fukaku)        | 30. September 2005     | ISBN 4-04-449908-X |
| 8    | 光降る碧の大地 (Hikari Furu Heki no Daichi)           | 1. Februar 2006        | ISBN 4-04-449909-8 |
| 9    | 紅梅は夜に香る (Kōbai wa Yoru ni Kaoru)               | 1. September 2006      | ISBN 4-04-449911-X |
| 10   | 緑風は刃のごとく (Ryokufū wa Ha no Gotoku)            | 1. Oktober 2006        | ISBN 4-04-449912-8 |
| 11   | 青嵐にゆれる月草 (Aoarashi ni Yureru Tsukikusa)       | 1. Februar 2007        | ISBN 4-04-449913-6 |
| 12   | 風は光の森を越えて (Kaze wa Hikari no Mori o Koete)   | 1. September 2007      | ISBN 4-04-449914-4 |
| 13   | 蒼き海に誓う花 (Aoki Umi ni Chikau Hana)              | 1. März 2008           | ISBN 4-04-449915-2 |
| 14   | 陽光の下で揺れる翠 (Yōkō no Shita de Yureru Midori)   | 1. September 2008      | ISBN 4-04-449916-0 |
| 15   | 夜桜に舞う白い影 (Yozakura ni Mau Shiroi Kage)        | 1. März 2009           | ISBN 4-04-449917-9 |
| 16   | 朝霧の中の紅 (Asagiri no Naka no Kurenai)             | 1. September 2009      | ISBN 4-04-449918-7 |
| 17   | 深緑の季節に (Shinryoku no Kisetsu ni)                | 1. März 2010           | ISBN 4-04-449919-5 |
| 18   | 最後の風は紅く (Saigo no Kaze wa Akaku)               | 1. Juli 2011           | ISBN 4-04-449920-9 |

Von 2005 bis 2012 erschien im japanischen Magazin Asuka eine Manga-Umsetzung der Geschichte von den gleichen Künstlerinnen. Der Verlag Kadokawa Shoten brachte die Kapitel auch gesammelt in neun Bänden heraus. Eine englische Ausgabe erschien bei Viz Media und eine chinesische bei Kadokawa in Taiwan.
In Japan erschienen darüber hinaus mehrere Artbooks: Zur Light Novel erschienen Saiunkoku Monogatari Emaki (彩雲国物語 絵巻) am 26. August 2007 und Saiunkoku Monogatari Emaki 2 (彩雲国物語 絵巻) am 10. Juni 2008. Im März 2009 kam mit Saionkoku Monogatari – Illustration Album zudem ein Artbook zum Manga heraus, das Illustrationen und Kommentare zu dieser Umsetzung enthält.

## Animeserie
Das Studio Madhouse produzierte im Jahr 2006 eine 39-teilige Anime-Fernsehserie unter der Regie von Jun Shishido und nach Drehbüchern von Reiko Yoshida. Das Charakterdesign stammt von Miwa Ōshima und die künstlerische Leitung lag bei Tsutomu Nishikura. Für die Tonregie war Fusanobu Fujiyama verantwortlich und für die Kameraführung Shinya Matsui. Die Produzenten waren Ikuko Shimogawara und Yūji Shibata. Die Serie lief in Japan von 8. April 2006 bis 24. Februar 2007 auf dem Sender NHK. Die Staffel wurde von Animax Korea auf Koreanisch und vom Sender Hyper auf Polnisch gesendet sowie von Funimation auf Englisch herausgegeben.
Eine zweite Staffel mit ebenfalls 39 Folgen wurde vom 7. April 2007 bis 8. März 2008 ausgestrahlt. Sie entstand beim gleichen Studio und Team, jedoch mit Drehbüchern von Miho Maruo. Auch diese Staffel wurde im koreanischen Fernsehen gezeigt sowie in Indien mit einer englischen Synchronfassung.

### Synchronsprecher
| Rolle      | Japanischer Sprecher (Seiyū) |
| ---------- | ---------------------------- |
| Kō Shūrei  | Hōko Kuwashima               |
| Shi Ryūki  | Tomokazu Seki                |
| Shi Seiran | Hikaru Midorikawa            |
| Ran Shūei  | Toshiyuki Morikawa           |
| Ri Kōyū    | Nobuyuki Hiyama              |
| Kō Shōka   | Shūichi Ikeda                |
| Rō Ensei   | Kentarō Itō                  |

### Musik
Die Musik der Serie komponierte Kunihiko Ryo. Das Vorspannlied der beiden Staffeln ist Hajimari no Kaze von Ayaka Hirahara und die Abspanne sind unterlegt mit dem Liedern Saikō no Kataomoi von Sachi Tainaka und Asu he von Teruya Miho.

## Hörspiele
Zur Light Novel erschienen in Japan drei Hörspielserien:
- アニメ「彩雲国物語」ドラマCD 第二巻, 3 Teile, August 2006 – Dezember 2007[6][7][8]
- 彩雲国物語 ドラマ, 3 Teile, September 2006 – März 2007[9][10][11]
- 彩雲国物語セカンドシリーズ ドラマ 番外編, 3 Teile, September 2007 – Februar 2008[12][13][14]

Darüber hinaus wurde in Japan ein Web-Radio-Programm mit Kurzgeschichten und Interviews zum Franchise gesendet. Im Mai und Oktober 2007 erschienen die Folgen auch auf zwei CDs.

## Rezeption
Für das Jahr 2008 stand die Light Novel auf der japanischen Amazon-Bestsellerliste der Light Novels auf Platz 4. Die Bände des Mangas verkauften sich wiederholt über 60.000 Mal in den Wochen nach Veröffentlichung, sowie einige Bände um die 50.000 Mal.
Die bis dahin fast unbekannte Zeichnerin Kairi Yura habe durch ihre Beteiligung an Light Novel und Manga deutlich an Bekanntheit gewonnen, so die AnimaniA. Ihre Illustrationen hätten nicht unwesentlich zum Erfolg des Franchise beigetragen. Ihr Stil sei von weichen Farbverläufen mit bedeutungsvoller Wahl der Farben sowie hoher Ornamentdichte, detailverliebten Rüstungen und stimmigen Faltenwürfen geprägt.